# Kis gézengúzok nagy napja
A Kis gézengúzok nagy napja (eredeti cím: The Little Rascals Save the Day) 2014-ben megjelent amerikai filmvígjáték, amelyet DVD-n adtak ki. A forgatókönyvet Alex Zamm és William Robertson írta, a filmet Alex Zamm rendezte, a zenéjét Chris Hajian szerezte, a producerei Mike Elliott, Greg Holstein és Jerry P. Jacobs voltak. A Capital Arts Entertainment készítette, az Universal Pictures forgalmazta.
Amerikában 2014. március 25-én, Magyarországon április 9-én adták ki DVD-n.

## Rövid történet
A kis gézengúzok mindent megtesznek, hogy megmentsék a nagyi pékségét, de minden lépésük balul sikerül.

## Szereplők
| Szereplő      | Színész           | Magyar hang    | Leírás |
| ------------- | ----------------- | -------------- | ------ |
| Porky         | Camden Gray       | Straub Martin  |        |
| Butch         | Chase Vacnin      | Bogdán Gergő   |        |
| Stymie        | Connor Berry      | Kilin Bertalan |        |
| Darla         | Eden Wood         | Koller Virág   |        |
| Alfalfa       | Drew Justice      | Richter Tamás  |        |
| Waldo         | Grant Palmer II   | Straub Norbert |        |
| Buckwheat     | Isaiah Fredericks | Ducsai Ábel    |        |
| Mary Anne     | Jenna Ortega      | Károlyi Lili   |        |
| Spanky        | Jet Jurgensmeyer  | Boldog Gábor   |        |
| Woim          | Rio Mangini       | Penke Soma     |        |
| Miss Crabtree | Valerie Azlynn    | Solecki Janka  |        |